# ایزای

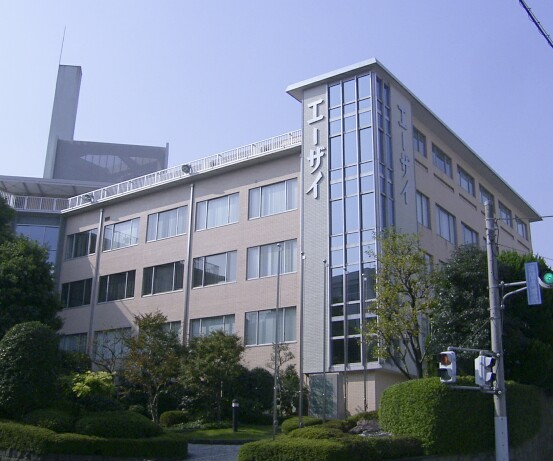
ساختمان دفتر مرکزی ایزای، در بون‌کیو، توکیو

ایزای (به ژاپنی: エーザイ株式会社) شرکت داروسازی ژاپنی است، که از سال ۲۰۰۸ در رتبه بیستم از فهرست ۲۵ شرکت بزرگ صنایع داروسازی می‌باشد، همچنین به همراه شرکت‌های تاکدا، استلاس، دایچی سانکیو و اوتسوکا، به‌عنوان ۵ تولیدکننده بزرگ دارو در کشور ژاپن محسوب می‌شود.
شرکت ایزای در سال ۱۹۴۱ توسط یوتاکا نایتو تأسیس شد و در حال حاضر دارای ۷ کارخانه تولید دارو در کشورهای ژاپن، ایالات متحده آمریکا، بریتانیا، اندونزی، تایوان، هند و چین می‌باشد.
دفتر مرکزی این شرکت در منطقه بون‌کیو شهر توکیو قرار دارد و بخشی از سهام آن در بازارهای بورس اوساکا و بورس توکیو معامله می‌شود.
مستر تراست بانک با ۵٫۸ درصد، نیپون لایف با ۵٫۱ درصد، رسونا با ۲٫۸ درصد و ژاپن تراستی سرویس بانک با در اختیار داشتن ۷٫۳ درصد از سهام ایزای، بزرگترین سهام‌داران آن به‌شمار می‌آیند.